# Опитування на Донеччині та Луганщині (1994)
Обласне консультативне опитування в Донецькій і Луганській областях відбулося 27 березня 1994 року одночасно з виборами до Верховної ради України. На нього винесено 4 питання — про федералізацію України, про російську як другу державну мову, про статус російської мови нарівні з українською в діловодстві, освіті та науці Донеччини й Луганщини, про глибшу інтеграцію в СНД. На всі ці питання виборці дали схвальну відповідь (від 80 до 90 % голосів «за»).

## Передумови
Складне економічне становище в Україні на початку 1990-х, російськомовність і заклики до збереження мовно-національної строкатості регіону, відчуття особливої етнотериторіальної спільності («населення Донбасу») були чинниками, які використовували різні політичні сили, громадські організації та бізнес-угрупування для досягнення своїх цілей у Донецькій і Луганській областях.
З огляду на те, яким потужним інструментом є шахтарський страйковий рух, місцева влада намагалася використати його для отримання більшої економічної та адміністративної самостійності від центру. 8 червня 1993 року почався шахтарський страйк, спровокований «червоними директорами». Протести підтримували впливові місцеві діячі — Валентин Ландик (гендиректор ВО «Електропобутмаш», сучасний «Норд») і голова Донецької міськради Юхим Звягільський. У середовищі гірників великий вплив мав Юрій Болдирєв — колишній голова шахтарського страйккому, член президії проросійської партії Громадянський конгрес України. У протесті взяли участь 157 шахт та 17 шахтобудівних управлінь. До страйку приєдналися інші галузі. Того самого дня голова Донецької обласної ради Вадим Чупрун зібрав колегію облради. Депутати підтримали вимогу шахтарів та винесли на XV сесію питання про автономію Донецької області. Тоді ж з'явилося так зване звернення до виборців: «Єдина можливість стабілізації ситуації у регіоні — негайне, до 14 червня, прийняття Президентом, Кабінетом Міністрів та Верховною Радою України вимог облради про встановлення для бюджету області нормативів відрахувань від загальнодержавних податків та зборів на рівні середніх показників по Україні, тобто не менше 70 %, і режиму функціонування суб'єктів підприємницької діяльності, органів державної та місцевої влади, який визначається пакетом документів про економіко-правовий експеримент, запропонований Радою та адміністраціями Донецької, Дніпропетровської, Запорізької та Луганської областей».
26 листопада 1993 року Леонід Кравчук підписав Указ № 560/93 «Про делегування Дніпропетровській, Донецькій, Запорізькій та Луганській державним обласним адміністраціям повноважень з управління майном, що перебуває у загальнодержавній власності». Відповідно до указу, область мала отримати контроль над 400 найбільшими промисловими підприємствами. Однак цей указ заблокував Кабінет Міністрів, і область отримала не 400 об'єктів, а лише понад 200. Чупрун різко та публічно висловив своє невдоволення. Донецька облрада 6 грудня 1993 року відмовила в перерахуванні до бюджету 5-7 млрд купоно-карбованців щоденно — як заборгованість центру перед регіоном. Кравчук не вчинив ніяких дій і тільки парламент поновив колишні норми відрахувань до держбюджету. Після цього Донецька обласна рада 15 березня ухвалила сепаратне рішення: встановити свої норми відрахувань, затвердивши свій регіональний бюджет. Фактично область заблокувала відрахування до державного бюджету.

## Питання та результати референдуму
Для отримання ширшої автономії Донецька та Луганська облради ухвалили рішення 27 березня 1994 року одночасно з першим туром парламентських виборів провести консультаційне опитування (рос. совещательный опрос) громадян, на яке винесено чотири питання:
| Питання | Так                                     | Ні                                    |
| --- | --------------------------------------- | ------------------------------------- |
| Чи згідні Ви з тим, щоб Конституція України закріпила федеративно-земельний устрій України?                                                                                    | Дон. обл. — 79,69 % Луг. обл. — ?       | Дон. обл. — 15,02 % Луг. обл. — ?     |
| Чи згідні Ви з тим, щоб Конституція України закріпила функціонування російської мови як державної в Україні поряд з українською мовою?                                         | Дон. обл. — 87,16 % Луг. обл. — 90,38 % | Дон. обл. — 8,54 % Луг. обл. — 5,04   |
| Чи згідні Ви з тим, щоб на території Донецької (Луганської) області мовою роботи, діловодства і документації, а також освіти та науки була російська мова поряд з українською? | Дон. обл. — 88,98 % Луг. обл. — 90,91 % | Дон. обл. — 6,86 % Луг. обл. — 4,51 % |
| Ви за підписання Статуту СНД, повноправну участь України в економічному союзі, в міжпарламентській асамблеї держав СНД?                                                        | Дон. обл. — 88,72 % Луг. обл. — 90,74 % | Дон. обл. — 6,82 % Луг. обл. — 4,54 % |

Результати подані за даними газет «Донбасс» від 1 квітня 1994 р. і «Жизнь Луганска» від 2 квітня 1994 р.